# Keras Kulon
Keras Kulon is een bestuurslaag in het regentschap Ngawi van de provincie Oost-Java, Indonesië. Keras Kulon telt 3268 inwoners (volkstelling 2010).